# Philips Deutschland
Die Philips GmbH (ehemals Philips Deutschland GmbH) ist eine im Jahr 1926 in Berlin gegründete Tochtergesellschaft des niederländischen Philips-Konzerns. Sie hat seit 1946 ihren Hauptsitz in Hamburg und gehört zu den zehn größten Unternehmen der deutschen Elektronikbranche. Nach der Unternehmensreform „Vision 2010“ gliederte sich Philips GmbH in die drei Sparten Health Systems (Medizintechnik), Lighting (Licht und Lampen; heute: Signify) und Personal Health (Medizin und Haushaltselektronik) sowie als Teil der Internationalen Philipsforschung die Philips Technologie GmbH Forschungslaboratorien.
Die Produktion der Industriegüter von Philips GmbH findet mit unterschiedlichen Schwerpunktsetzungen an den Standorten Hamburg, Aachen und Böblingen sowie in den Niederlassungen in Ulm und Herrsching am Ammersee statt. 

## Sparten

### Health Systems
Philips Health Systems ist der ehemalige Unternehmensbereich von Philips Medizin Systeme, welche in die Sparte Healthcare überführt worden war. Philips Medizin Systeme wiederum ging 1987 aus der Umbenennung der Hamburger Firma CHF Müller hervor, die Philips bereits am 17. April 1927 erworben hatte. Der Gründer der Firma, Carl Heinrich Florenz Müller, war der Hersteller der ersten für medizinische Zwecke geeigneten Röntgenröhre. 
Das Produkt- und Dienstleistungsspektrum von Health Systems umfasst Bildgebende Systeme, Patientenüberwachungssysteme, Notfallgeräte, Medizinische IT und Kundendienstleistungen. Diese Sparte war 1999 zunächst um eine Anlage für Röntgenstrahler-Recycling erweitert worden, wodurch der jährliche CO2-Ausstoß erheblich reduziert werden konnte und ein Jahr später mit einer neuen und modernen Hightech-Röntgenröhrenfabrik ausgestattet worden. Vor allem durch den Ankauf der Medizintechnik Sparte von Agilent Technologies im Jahr 2001 konnte Philips seine Produktpalette massiv ausbauen, wodurch sie hinter General Electric und Siemens Sector Healthcare die Nummer drei auf dem Weltmarkt für Großgeräte im Bereich der Medizintechnik wurde. Schließlich wurde die Sparte 2004 durch ein neues Kompetenzzentrum für Röntgengeneratoren ergänzt.
Der Sitz und größte Produktionsstätte von Philips Health Systems ist Hamburg, weitere Niederlassungen befinden sich in Böblingen und in Herrsching (Philips Respironics).

### Personal Health
In der Personal-Health-Sparte mit Hauptsitz und Produktionsstätte in Hamburg wurden die Produktionen der ehemaligen Unternehmensbereiche Elektro-Hausgeräte und Unterhaltungselektronik wie folgt zusammengefasst:
- Connected Displays
- Audio & Multimedia
- Home Networks
- Peripherals & Accessories
- Küchengeräte
- Shaving & Beauty
- Health & Wellness

## Standorte

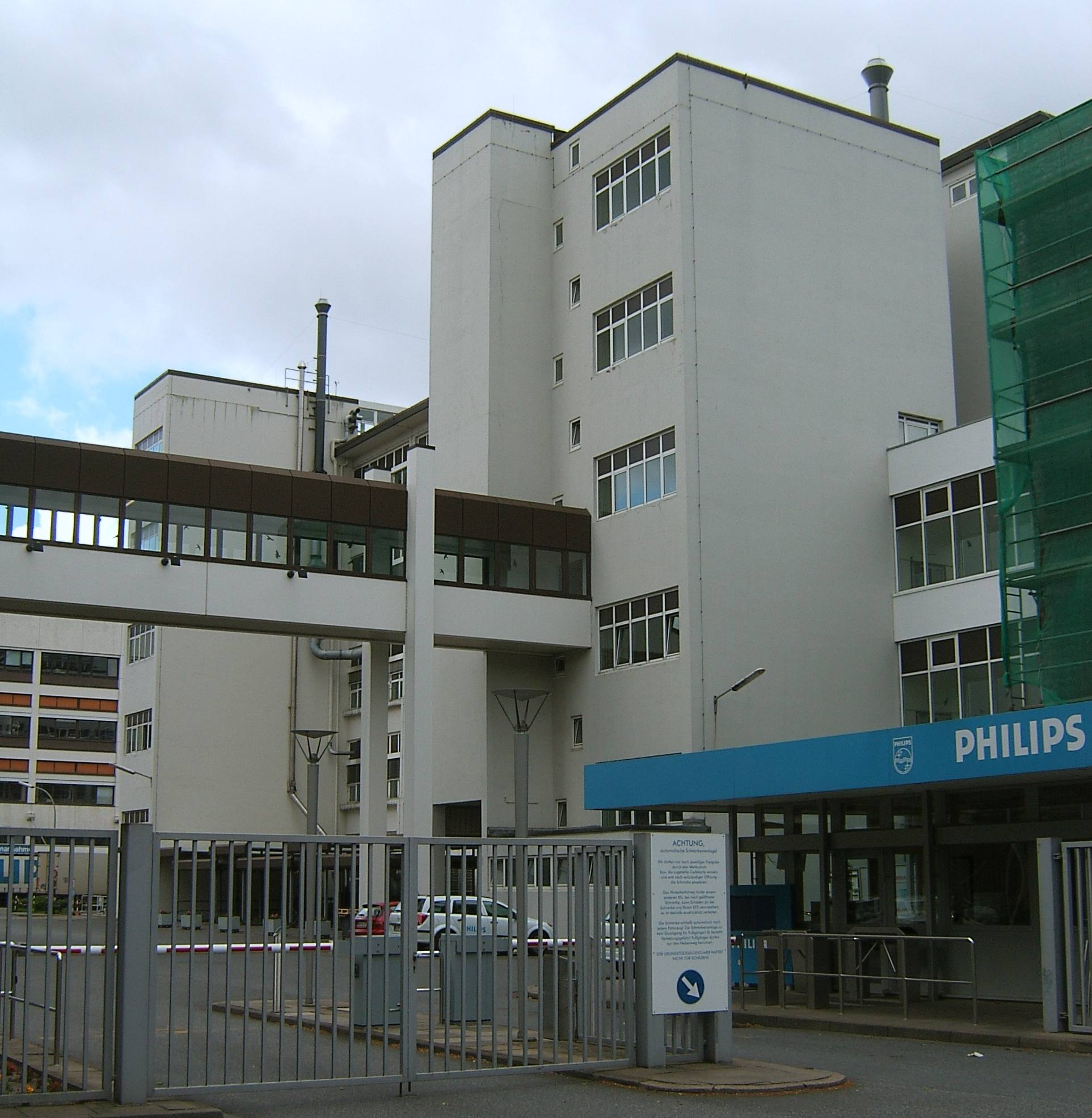
Produktionsstätte Hamburg

### Hamburg
Mit der Übernahme von CHF Müller im Jahr 1927 begann das Engagement von Philips in Hamburg. In Hamburg richtete das Unternehmen Philips Deutschland 1946 auch seinen Hauptsitz ein und begann 1951 mit der Entwicklung von Halbleitern. Zusammen mit der Produktionsstätte in Böblingen betrieb das Unternehmen unter Philips Semiconductors GmbH Deutschland Halbleiterwerke, die dann im vierten Quartal 2006 in rechtlich eigenständige Gesellschaften überführt wurden. 
Im Jahr 1957 wurde in Hamburg das, nach der ersten Gründung in Aachen, zweite Forschungslabor, die Philips Technologie GmbH Forschungslaboratorien, gegründet, das 1984 weltweit die Anfertigung der ersten Bilder des menschlichen Kopfes mit Hilfe der Kernspin-Tomographie, einen diagnostischen Verfahren ohne Röntgenstrahlen ermöglichte.
Nach der Umstrukturierung im Jahr 2010 befinden sich derzeit in Hamburg neben der Deutschlandzentrale des Gesamtunternehmens die Direktionen der drei Hauptsparten sowie die Philips Technologie GmbH Forschungslaboratorien und die Produktionsstätten ihrer Healthcare-Produkte mit insgesamt etwa 3300 Mitarbeitern.

### Aachen

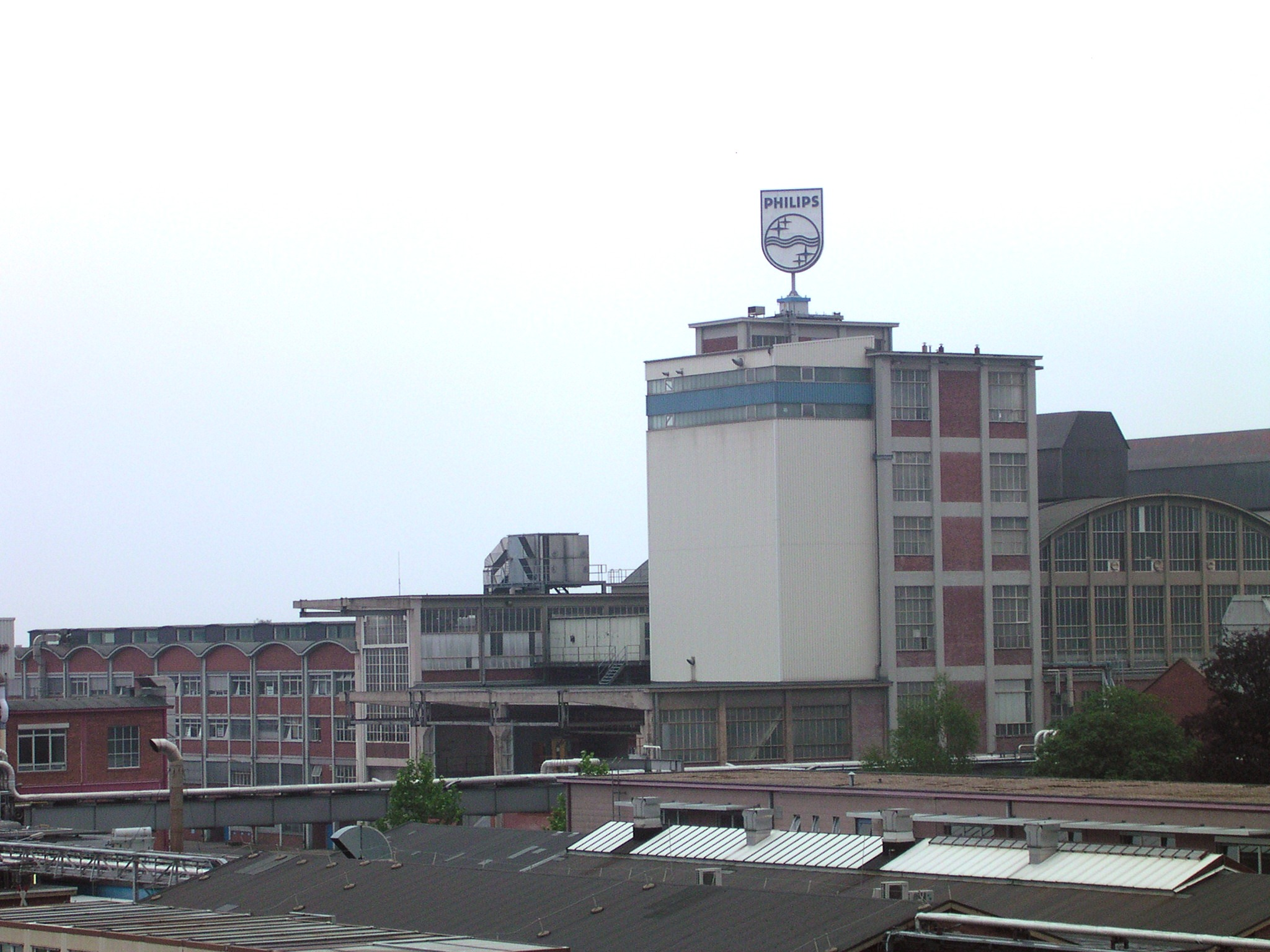
Philips Aachen

Noch vor dem Zweiten Weltkrieg eröffnete Philips im Jahr 1934 in der Stadt Aachen eine Rundfunkgerätefabrik, musste aber zu Beginn des Krieges die Produktion einstellen. Unmittelbar nach Kriegsende setzte Philips sein Engagement in Aachen fort und gründete im Industriepark Rothe Erde im Jahr 1946 zunächst ein Glühlampenwerk. Im Jahr 1954 startete Philips in einem neuen Werksteil die Produktion von Bildröhren und richtete ein Jahr später das Forschungszentrum Aachen ein, in dem unter anderem die UKW-Ferritantenne und die kleinste Mobilfunkantenne sowie ein System zur kontinuierlichen Überwachung von Herz-Kreislauf-Risikopatienten, das in die Kleidung integriert werden kann, entwickelt wurde. Seit 1963 verfügte das Werk Aachen über eine eigene Glashütte namens Granus, die bald auf die Produktion von Fernsehglas für die benachbarte Bildröhrenfabrik umgestellt wurde. 
Nachdem im Jahr 1967 das von Walter Bruch entwickelte Farbfernsehen nach dem PAL-System in Deutschland eingeführt worden war, begann im selben Jahr das Philips-Tochterunternehmen Valvo im Werk Aachen mit der Serienproduktion von Farbbildröhren. 
Die Glas- und Bildröhrenaktivitäten am Standort Aachen wurden im Jahr 2000 in ein Joint Venture mit dem koreanischen Konzern LG Display eingebracht. Aufgrund des starken Marktrückgangs bei Bildröhrenfernsehern hatte die LG-Display schließlich im Jahr 2004 die Bildröhrenfabrik geschlossen und im Januar 2006 für die Glasfabrik Konkurs angemeldet. Nur drei Jahre später wurde auch das Philips Forschungszentrum aufgelöst und mit dem Forschungszentrum in Eindhoven zusammengelegt.
Als Vorteil bewährte sich dagegen, dass Aachen bereits ab 2004 hauptsächlicher Stützpunkt für die Forschung und Produktion von Organischen Leuchtdioden geworden ist. Im Jahr 2012 wurde diesem speziellen Forschungsbereich als Bestandsicherheit eine dreijährige Fördermaßnahme des Bundesministeriums für Bildung und Forschung in Höhe von 8,9 Millionen Euro zugebilligt. Um zugleich die Produktion der OLED zu erhöhen, erhielt im selben Jahr dieser Bereich durch die Philips-Firmenzentrale einen Zuschuss über 40 Millionen Euro, womit sowohl das Lumiblade Creative Lab als auch das Lumileds Development Center Aachen eingerichtet werden konnte.
Heute sind in Aachen noch etwa 1550 Mitarbeiter beschäftigt, davon ca. 40 in der OLED-Forschung.

### Böblingen
Mit rund 700 Mitarbeitern (davon etwa 200 Entwickler) werden am Standort Böblingen Patientenüberwachungssysteme für die Bereiche Notfall- und Intensivmedizin, Schwangerschafts- und Neugeborenenüberwachung, Operationen und Anästhesie, sowie ein Sepsis-Frühwarnsystem für den weltweiten Markt entwickelt und produziert.